# Boa Vista, Roraima
Boa Vista (tiếng Bồ Đào Nha phát âm: [boɐ vistɐ]) là thủ phủ bang Roraima của Brasil. Nằm trên bờ phía tây của sông Branco, thành phố nằm 220 km (136 dặm) từ biên giới của Brazil với Venezuela. Thành phố là thủ phủ bang Brasil duy nhất nằm hoàn toàn trên đường xích đạo. Boa Vista có khí hậu xích đạo, với nhiệt độ cao trong suốt cả năm và một phạm vi rất hẹp về nhiệt độ, với nhiệt độ trung bình khoảng 30 °C. Nó cũng nằm trong một khí hậu rất ẩm ướt với lượng mưa hàng năm thường hơn 2000 mm. Những điều kiện nóng và ẩm ướt là lý tưởng cho sự phát triển của nhà máy, do đó, các thảm thực vật được tìm thấy trong thành phố dày đặc và đa dạng. Rừng mưa nhiệt đới xích đạo cũng có một hệ động vật vô cùng đa dạng.
Boa Vista là thành phố đông dân nhất trong tiểu bang Roraima, gần một nửa dân số của nhà nước sống trong thành phố. Thương mại chủ yếu tiến hành với Manaus, thủ phủ của bang Amazonas. Kinh doanh cũng diễn ra giữa Boa Vista và với các thành phố của Lethem, Guyana và Santa Elena de Uairén, Venezuela. Hai thành phố nước ngoài chỉ có các thành phố lớn có thể được truy cập từ Boa Vista bằng đường bộ, mặc dù các đường kết nối đô thị nhà nước khác nhỏ hơn với thành phố vốn. Du lịch bằng máy bay là phương tiện duy nhất của giao thông vận tải với các vùng khác của đất nước.
Chính phủ liên bang đã bắt đầu một dự án liên kết Boa Vista bằng đường bộ Manaus và sau đó mở rộng các trung tâm lớn của Brazil, nhựa hóa 319 BR và xây dựng các cây cầu một số trong rừng Amazon, cho phép một đường liên kết trực tiếp đến Manaus và sau đó khu vực trung tâm và phía nam của Brazil.
Là một thành phố hiện đại, Boa Vista nổi bật trong số các thủ phủ bang khác của khu vực phía Bắc của Brazil vì nó là một thành phố được quy hoạch với một quy hoạch bố trí hình tròn. Nó đã được lên kế hoạch Darci kiến trúc sư Aleixo Derenusson người dựa trên thiết kế của mình cho thành phố ngày một trong đó là tương tự như của Paris, Pháp. Thành phố được xây dựng dưới sự chỉ đạo của đại úy Giêng Garcez, thống đốc đầu tiên của Roraima. Các con đường chính hội tụ tại Civic Center Plaza, nơi trụ sở chính của ba ngành chính phủ (lập pháp, tư pháp, và điều hành) cư trú. Ngoài điểm tham quan văn hóa (nhà hát và cung điện), khách sạn, ngân hàng, bưu điện, và nhà thờ.